# Pressurelicious
Pressurelicious è un singolo discografico della rapper statunitense Megan Thee Stallion, pubblicato nel 2022 ed estratto dall'album Traumazine. 
Il brano vede la partecipazione del rapper statunitense Future.

## Tracce
- Download digitale

1. Pressurelicious (featuring Future) – 2:53

## Classifiche
| Classifica (2022) | Posizione raggiunta |
| ----------------- | ------------------- |
| Stati Uniti       | 55                  |